# 小笠原海
小笠原 海（おがさわら かい、1994年9月27日 - ）は、日本のダンサー、俳優、モデル。ダンス&ボーカルグループ・超特急のメンバーで、活動名はカイ。神奈川県出身。スターダストプロモーション第3事業部所属。

## 略歴
2009年4月、テレビ番組『スクール革命!』（日本テレビ）で行われた番組レギュラー及びジャニーズ事務所のオーディションを受け、3次選考まで進んだものの落選。情報誌『De☆View』（オリコン・エンタテインメント）公式携帯サイト「デビューしようよ」でWEB履歴書を作成したところ、スターダストプロモーションからスカウトされ、同年8月1日、中学3年生のときに所属契約する。同年12月より、雑誌『ピチレモン』（学研パブリッシング）でメンズモデルを始める。2010年、スターダストプロモーションの若手男性アーティスト集団・EBiDANに加入する。
2011年12月25日、高校2年生のときに、メインダンサー&バックボーカルグループ・超特急が結成され、メインダンサーとして活動を開始する。活動名は「カイ」。超特急ではメンバーごとに号車番号と担当があり、カイは「2号車、神秘担当」が割り振られている。イメージカラーは青。
2019年9月27日、25歳の誕生日に、自身のプロデュースブランド「KEEN AND INTENSE（キーン アンド インテンス）」の立ち上げを発表した。

## 人物

### 超特急として
超特急の初期メンバーの号車番号は生年月日の早い順に割り振られており、1号車コーイチの脱退以降、超特急の先頭車両（最年長）としてグループを牽引する。「神秘担当」の由来は、ボキャブラリーが多く頭の回転が早すぎて、メンバーから「何を言っているのかよくわからない」と言われることからきている。「超特急のブレイン」とも呼ばれる。
2017年のライブツアー「BULLET TRAIN ARENA TOUR 2017-2018 the end for beginning」ではクリスマスの衣装のプロデュースを担当し、以降もたびたび超特急の衣装プロデュースを行っている。
2023年より、3号車リョウガと2人でトークライブ『稜海しました！』を行っている。
4号車タクヤは、同じ高校の同級生。

### 趣味・嗜好
趣味は絵を描くこと、ゲーム。好きなものはファッション、音楽、ポケットモンスター、韓国カルチャー。好きなものに対しては、自分が納得できるくらいの知識を持つまで他の人にはその話をせず、全力で突き詰めていくタイプだと語る。自身のファッションブランドを立ち上げたり、テレビ番組『ポケモンの家あつまる?』（テレビ東京）に何回も出演するなど、好きなことを仕事に繋げている。
憧れの人は赤西仁、バナナマン。赤西とは2017年、バナナマンの設楽統とは2018年に共演を果たした。

### 家族
3歳下の妹がいる。

## 出演

### 映画
- 私の優しくない先輩（2010年）[34]
- 君へ。（2011年）[34]
- サイドライン（2015年10月31日） - 主演・久能宇宙 役（超特急全員で主演）[35][36]
- ハローグッバイ（2017年7月15日） - 尊 役[37]
- 東京喰種トーキョーグール（2017年7月29日） - 永近英良 役[38]
  - 東京喰種トーキョーグール【S】（2019年7月19日）[39]

### テレビドラマ
- そこをなんとか2 第4話（2014年8月24日、NHK BSプレミアム） - ソウマ 役
- 心がポキッとね 第10話（2015年6月10日、フジテレビ） - 本人 役[40]
- 探偵の探偵 第10話（2015年9月10日、フジテレビ）[41]
- 警視庁いきもの係 第1話 - 第9話 エンディング映像（2017年7月9日 - 9月3日、フジテレビ） ‐ コアラ 役[42]
- アンナチュラル（2018年1月12日 - 3月16日、TBS） - 三澄秋彦 役[43]
- 深夜のダメ恋図鑑 第1話・第2話（2018年10月7日・14日、朝日放送テレビ・テレビ朝日） - 鈴木 役[44]
- フルーツ宅配便 第9話（2019年3月9日、テレビ東京）[45]
- モトカレマニア 最終話（2019年12月12日、フジテレビ）[46]
- FAKE MOTION -卓球の王将-（2020年4月9日 - 5月28日、日本テレビ） - 島津晃 役[47]
  - FAKE MOTION -たったひとつの願い-（2021年1月21日 - 3月11日、日本テレビ）[48]
- 僕もアイツも新郎です。（2022年3月13日、関西テレビ） - 夏目隼人 役[49]
- 理想ノカレシ 第6話 - 最終話（2022年7月6日 - 20日、TBS） - 竹田貴志 役[50]
- 超特急、地球を救え。（2022年9月7日 - 28日、テレビ東京） - 主演・本人 役（超特急全員で主演）[51]
- 青春シンデレラ 第1話（2022年10月17日、朝日放送テレビ）- 佐伯 役[52]
- 君との朝食は決めている 第3話（2023年3月23日、フジテレビTWO） - 直生 役[53][54]
  - 口説き文句は決めている 第3話（2023年4月21日、ひかりTVチャンネル）[53][55]
- ホスト相続しちゃいました 第4話（2023年5月9日、関西テレビ・フジテレビ） - 宮崎 役[56]
- これから配信はじめます 第3話（2024年3月23日、テレビ東京） - 主演・木之本光（キラ） 役（堀家一希とW主演）[57]
- 御社の乱れ正します!（2024年4月2日 - 5月21日、BS-TBS・BS-TBS 4K） - ガンちゃん 役[58]
- パラレル夫婦 死んだ"僕と妻"の真実 第9話（2025年5月27日、フジテレビ）[59]

### WEBドラマ
- ショートムービー「Hello Me」（2017年10月5日、asics特設サイト） - カイ 役[60]

### ラジオ
- ラジナタ！（2018年11月2日 - 2019年3月29日、Backstage Cafe） - 金曜日パーソナリティー[61]

### オーディオドラマ
- 初声物語（2022年10月25日、NUMA） - 主演・桃井東太 役[62]

### 舞台・朗読劇
- ルードウィヒ・B 〜HEART SONG（運命の扉は開かれた）〜（2024年5月7日、東京オペラシティ コンサートホール） - 弟子リース 役[63]
- 朗読劇「ROOM」（2024年5月23日、こくみん共済coopホール スペース・ゼロ）[64]
- 聖剣伝説3 TRIALS of MANA THE STAGE（2025年3月7日 - 16日、サンシャイン劇場 / 4月4日 - 6日、COOL JAPAN PARK OSAKA TTホール） - 主演・デュラン 役[65]

### WEB連載
- 超特急カイの「韓流express」 全5回（2015年8月25日 - 9月8日、WEB女性自身「K☆STAR LOVERS」内）

### ミュージックビデオ
- YUI「GLORIA」（2010年）[34]
- UVERworld「＝」（2010年）[34]
- 秦基博「メトロ・フィルム」（2010年）[34]
- 鴉「巣立ち」（2010年）[34]
- GReeeeN 「桜color」（2013年）[66]

## 書籍
雑誌連載

- ピチレモン（2010年 - 2011年、学研パブリッシング）

写真集
- lak～love and Kisses～（2017年7月7日、主婦と生活社）ISBN 978-4-391-15071-1